# Cataclysme subtilisparsata
Cataclysme subtilisparsata är en fjärilsart som beskrevs av Eugen Wehrli 1932. Cataclysme subtilisparsata ingår i släktet Cataclysme och familjen mätare. Inga underarter finns listade i Catalogue of Life.